# جبهة تحرير المثليين (الدنمارك)
جبهة تحرير المثليين الدنماركية (بالدنماركية:  Bøssernes Befrielsesfront)‏ منظمة سياسة جنسية دنماركية تشكلت في 28 يونيو 1971. سميت المنظمة في البداية نشطاء بوش لفترة قصيرة، وسميت HAK، لكن في النهاية أصبح اسمها جبهة تحرير المثليين. إلى حد ما، يمكن اعتبارها نسخة دنماركية من جبهة تحرير المثليين الأمريكية .
إنتقدت جبهة تحرير المثليين رابطة 1948، واصفة إياها بكونها لطيفة للغاية ومدنية. كان لجبهة تحرير المثليين أسلوب تصادمي أكثر بكثير، يجمع بين السياسة والجنس، من بين أمور أخرى، وفي عام 1972 ، قاموا بإنشاء غاي هاوس في كريستيانيا.